# Potentilla schugnanica
Potentilla schugnanica är en rosväxtart som beskrevs av Sergei Vasilievich Juzepczuk och T.A. Adylov. Potentilla schugnanica ingår i Fingerörtssläktet som ingår i familjen rosväxter. Inga underarter finns listade i Catalogue of Life.